# 科兹洛夫卡农村居民点 (布图尔利诺夫卡区)
科兹洛夫卡农村居民点（俄语：Козловское сельское поселение）是俄罗斯联邦沃罗涅日州布图尔利诺夫卡区所属的一个农村居民点。其下辖有1个居民点，行政中心为科兹洛夫卡。据2016年统计，该农村居民点的人口为2846人。